# Berg (Noruega)
Berg é uma comuna da Noruega, com 287 km² de área e 1 043 habitantes (censo de 2004). Está localizada na ilha de Senja.         